# Bourdic
Bourdic é uma comuna francesa na região administrativa de Occitânia, no departamento de Gard. Estende-se por uma área de 7,34 km². Em 2010 a comuna tinha 394 habitantes (densidade: 53,7 hab./km²).